# Gli albi dei super-eroi
Gli albi dei super-eroi (abbreviato A.S.E.) è una rivista antologica di fumetti pubblicata in Italia dall'Editoriale Corno negli anni Settanta, specializzata nei fumetti di genere science-fiction, horror, horror-story, tarzanide, western, fantasy e supereroi tratti dalle riviste Marvel Comics.

## Storia editoriale
Nel mese di maggio 1973 nacque Gli albi dei super-eroi in prima edizione (spillato, formato 17 x 26 cm, 48 pagine e più 2 copertine), pubblicato da Editoriale Corno in collaborazione con la casa editrice Marvel Comics, a cura di Maria Grazia Perini. Queste serie include I Difensori, Adam Warlock, Dracula, Licantropus, Luke Cage, Ka-Zar, Red Wolf, Conan il barbaro.
Altre riviste a fumetti statunitensi dell'Atlas e della Silver Age sono:
1. Marvel Feature (vol. 1)
2. Marvel Premiere
3. Tomb of Dracula (Vol. 1)
4. Marvel Super-Heroes (vol. 1)
5. Astonishing Tales
6. Journey into Mystery (vol. 1)
7. The Defenders (vol. 1)
8. Tales to Astonish (vol. 1)
9. Marvel Spotlight (vo.l 1)
10. Luke Cage, Hero for Hire
11. Lorna the Jungle Girl
12. Jungle Tales
13. Red Wolf (vol. 1)
14. Kid Colt Outlaw
15. Conan the Barbarian (vol. 1)
16. The Power of Warlock (vol. 1)
17. Werewolf by Night (Vol. 1)
18. Chamber of Darkness
19. Chamber of Chills
20. Jann of the Jungle
21. Shanna the She-Devil (Vol. 1)
22. The Avengers (vol 1)
23. Tales of Suspense
24. Adventures into Terror
25. Lorna the Jungle Queen
26. Strange Tales (vol. 1)
27. Uncanny Tales
28. Mystic
29. Amazing Fantasy (vol. 1)

Gli scrittori sono  Roy Thomas, Gerry Conway, Arnold Drake, Steve Parkhouse, Stan Lee, Steve Englehart, Archie Goodwin, Don Rico, Gardner Fox, Gary Friedrich, Mike Friedrich, Steve Gerber, Len Wein, Marv Wolfman, Ron Goulart, Carole Seuling, John Jakes, Michael Moorcock, Joe Gill, Jim Cawthorn e alcuni autori dell'Atlas non accreditati.
I disegnatori sono Ross Andru, Gil Kane, Gene Colan, Geroge Tuska, Jack Kirby, Steve Ditko, Sal Buscema, Mike Ploog, Barry Windor-Smith, John Buscema, Herb Trimpe, Syd Shores, Jack Keller, Don Heck, Billy Graham, Larry Lieber, Bob Brown, Neal Adams, Rich Buckler, Werner Roth, Philip G.Russell, Val Mayerk, Jay Scott Pike, Hy Rosen, Fred Kida, Bill Benulis e Bill Lacava.
I Vendicatori contro i Difensori è un arco narrativo a fumetti in 11 parti e più 2 (Prologo e Epilogo) incentrato sulla ricerca di 6 Occhi del Male.

Gli albi dei supereroi (stavolta senza trattino) è stato pubblicato in seconda edizione nell'ottobre 1998 dalla Marvel Italia, specializzata nei fumetti di genere tarzanide, supereroi. La serie include Thunderbolts, Ka-Zar, Superneturals, Ghost Rider (Johnny Blaze), Frankenstein e altre riviste a fumetti statunitensi della Silver Age e della Bronze Age sono:
1. Thunderbolts (vol. 1)
2. Ka-Zar (vol. 4)
3. Supernaturals
4. Marvel Spotlight (vol. 1)
5. The Monster of Frankenstein

Gli scrittori sono Kurt Busiek, Mark Waid, Brian Pulido, Gary Friedrich mentre i disegnatori sono Mark Bagley, Andy Kubert, Louis Small Jr., Aaron Lopresti, Marc Andreyko, Ivan Reis e Mike Ploog.

## Pubblicazioni

### Gli albi dei super-eroi(Editoriale Corno)
| Num. | Data italiana     | Protagonista           | Titolo italiano (Titolo statunitense)                                                                              | Albo statunitense                    | Data statunitense | Racconti e Co-Protagonista            | testi                                    | Disegni                                  |
| ---- | ----------------- | ---------------------- | --- | ------------------------------------ | ----------------- | ------------------------------------- | ---------------------------------------- | ---------------------------------------- |
| 1    | 2 maggio 1973     | Serie I Difensori n. 1 | Le origini dei Difensori! (The Day of the Defenders)                                                               | Marvel Feature (vol. 1) n. 1         | dicembre 1971     |                                       | Roy Thomas                               | Ross Andru                               |
| 1    | 2 maggio 1973     | Serie I Difensori n. 1 | Incubo su Monte Calvo! (Nightmare On Bald Mountain)                                                                | Marvel Feature (vol. 1) n. 2         | marzo 1972        |                                       | Roy Thomas                               | Ross Andru                               |
| 2    | 16 maggio 1973    | Serie Warlock n. 1     | Il nume risorto (And Men Shall Call Him... Warlock!)                                                               | Marvel Premiere n. 1                 | aprile 1972       | Gil Kane                              | Roy Thomas                               |                                          |
| 2    | 16 maggio 1973    | Serie Warlock n. 1     | I cani dell'inferno (The Hounds Of Helios)                                                                         | Marvel Premiere n. 2                 | maggio 1972       | Gil Kane                              | Roy Thomas                               |                                          |
| 3    | 30 maggio 1973    | Serie Dracula n. 1     | Dracula (Dracula)                                                                                                  | Tomb of Dracula (Vol. 1) n. 1        | aprile 1972       | Gerry Conway                          | Gene Colan                               |                                          |
| 3    | 30 maggio 1973    | Serie Dracula n. 1     | Il terrore di dentro (The Fear Within)                                                                             | Tomb of Dracula (Vol. 1) n. 2        | maggio 1972       | Gerry Conway                          | Gene Colan                               |                                          |
| 4    | 13 giugno 1973    | Serie Ka-Zar n. 1      | Mio padre, un nemico! (My Father, My Enemy)                                                                        | Marvel Super-Heroes (vol. 1) n. 19   | marzo 1969        | Arnold Drake Steve Parkhouse          | George Tuska                             |                                          |
| 4    | 13 giugno 1973    | Serie Ka-Zar n. 1      | La forza di Ka-Zar! (The Power Of Ka-Zar)                                                                          | Astonishing Tales n. 1               | agosto 1972       | Stan Lee                              | Jack Kirby                               |                                          |
| 4    | 13 giugno 1973    | Serie Ka-Zar n. 1      | Panico al quarantesimo piano (Frenzy On The Fortieth Floor!)                                                       | Astonishing Tales n. 2               | ottobre 1972      | Roy Thomas                            | Jack Kirby                               |                                          |
| 4    | 13 giugno 1973    | Serie Ka-Zar n. 1      | Quando la giungla dorme (When the Jungle Sleeps)                                                                   | Journey into Mystery (vol. 1) n. 83  | agosto 1962       | science-fiction                       | Stan Lee                                 | Steve Ditko                              |
| 5    | 27 giugno 1973    | Serie I Difensori n. 2 | Un Titano cammina tra noi! (A Titan Walks Among Us)                                                                | Marvel Feature (vol. 1) n. 3         | giugno 1972       |                                       | Roy Thomas                               | Ross Andru                               |
| 5    | 27 giugno 1973    | Serie I Difensori n. 2 | Necrodamus (I Slay By The Stars!)                                                                                  | The Defenders (vol. 1) n. 1          | agosto 1972       | Steve Englehart                       | Sal Buscema                              |                                          |
| 5    | 27 giugno 1973    | Serie I Difensori n. 2 | Il peggior uomo della terra! (The Worst Man on Earth)                                                              | Tales to Astonish (vol. 1) n. 40     | febbraio 1963     | science-fiction                       | Stan Lee                                 | Steve Ditko                              |
| 6    | 11 luglio 1973    | Serie Licantropus n. 1 | Una notte di terrore (Werewolf By Night)                                                                           | Marvel Spotlight (vo.l 1) n. 2       | febbraio 1972     |                                       | Roy Thomas                               | Mike Ploog                               |
| 6    | 11 luglio 1973    | Serie Licantropus n. 1 | Licantropus di notte (The Thing in the Cellar!)                                                                    | Marvel Spotlight (vo.l 1) n. 3       | maggio 1972       | Gerry Conway                          |                                          | Mike Ploog                               |
| 7    | 25 luglio 1973    | Serie Luke n. 1        | Un eroe a pagamento! (Out Of Hell... A Hero!)                                                                      | Luke Cage, Hero for Hire n. 1        | giugno 1972       | Archie Goodwin                        | George Tuska                             |                                          |
| 7    | 25 luglio 1973    | Serie Luke n. 1        | La vendetta è mia! (Vengeance Is Mine!)                                                                            | Luke Cage, Hero for Hire n. 2        | agosto 1972       | Archie Goodwin                        | George Tuska                             |                                          |
| 7    | 25 luglio 1973    | Serie Luke n. 1        | Il segreto delle statue! (Secret of the Statues!)                                                                  | Tales to Astonish (vol. 1) n. 38     | dicembre 1962     | science-fiction                       | Stan Lee                                 | Steve Ditko                              |
| 8    | 8 agosto 1973     | Serie Ka-Zar n. 2      | Il vento della morte! (Back To The Savage Land)                                                                    | Astonishing Tales n. 3               | dicembre 1970     |                                       | Gerry Conway                             | Barry Windsor-Smith                      |
| 8    | 8 agosto 1973     | Serie Ka-Zar n. 2      | Il Dio del Sole! (The Sun God)                                                                                     | Astonishing Tales n. 4               | febbraio 1971     |                                       | Gerry Conway                             | Barry Windsor-Smith                      |
| 8    | 8 agosto 1973     | Serie Ka-Zar n. 2      | Battaglia! (Rampage)                                                                                               | Astonishing Tales n. 5               | aprile 1971       |                                       | Gerry Conway                             | Barry Windsor-Smith                      |
| 8    | 8 agosto 1973     | Serie Ka-Zar n. 2      | Attento ai venti della morte! (Ware The Winds Of Death)                                                            | Astonishing Tales n. 6               | giugno 1971       |                                       | Gerry Conway                             | Barry Windsor-Smith                      |
| 8    | 8 agosto 1973     | Serie Ka-Zar n. 2      | Tam Tam del pericolo (Tom-Toms of Danger!)                                                                         | Lorna the Jungle Girl n. 14          | luglio 1955       | Lorna                                 | Don Rico                                 | Jay Scott Pike                           |
| 9    | 22 agosto 1973    | Serie Ka-Zar n. 3      | Assalto! (Deluge)                                                                                                  | Astonishing Tales n. 7               | agosto 1971       |                                       | Roy Thomas                               | Herb Trimpe                              |
| 9    | 22 agosto 1973    | Serie Ka-Zar n. 3      | La battaglia della Nuova Britannia! (The Battle Of New Britannia!)                                                 | Astonishing Tales n. 8               | ottobre 1971      |                                       | Roy Thomas                               | Herb Trimpe                              |
| 9    | 22 agosto 1973    | Serie Ka-Zar n. 3      | Fiamme! (To End In Flame)                                                                                          | Astonishing Tales n. 10              | febbraio 1972     | Gerry Conway Roy Thomas               | Barry Windsor-Smith                      |                                          |
| 9    | 22 agosto 1973    | Serie Ka-Zar n. 3      | Febbre della Giungla (Jungle Fever!)                                                                               | Jungle Tales n. 2                    | novembre 1954     | Jann della Jungla                     | Don Rico                                 | Jay Scott Pike                           |
| 10   | 5 settembre 1973  | Serie Red Wolf n. 1    | I tamburi dicono guerra (Red Wolf)                                                                                 | Marvel Spotlight (vo.l 1)n. 1        | novembre 1971     |                                       | Gardner Fox                              | Syd Shores                               |
| 10   | 5 settembre 1973  | Serie Red Wolf n. 1    | Un rullio di tamburi di guerra (A Thunder of War Drums)                                                            | Red Wolf (vol. 1) n. 1               | maggio 1972       | Gary Friedrich Roy Thomas             |                                          | Syd Shores                               |
| 10   | 5 settembre 1973  | Serie Red Wolf n. 1    | Il fuorilegge e la signora (The Outlaw and the Lady!)                                                              | Kid Colt Outlaw n. 88                | gennaio 1960      | Kid Colt                              | Stan Lee                                 | Jack Keller                              |
| 11   | 19 settembre 1973 | Serie Conan n. 1       | Conan il barbaro! (The Coming of Conan!)                                                                           | Conan the Barbarian (vol. 1) n. 1    | ottobre 1970      |                                       | Roy Thomas                               | Barry Windsor-Smith                      |
| 11   | 19 settembre 1973 | Serie Conan n. 1       | La tana degli Uomini-Bestia! (Lair of the Beast-Men!)                                                              | Conan the Barbarian (vol. 1) n. 2    | dicembre 1970     |                                       | Roy Thomas                               | Barry Windsor-Smith                      |
| 11   | 19 settembre 1973 | Serie Conan n. 1       | Il sangue del Dragone! (The Blood of the Dragon)                                                                   | Conan the Barbarian (vol. 1) n. 12   | dicembre 1971     | A Tale of the Hyborean Age            | Roy Thomas                               | Gil Kane                                 |
| 12   | 3 ottobre 1973    | Serie Warlock n. 2     | La notte degli Uomini-Bestia! (The Day Of The Prophet)                                                             | The Power of Warlock (vol. 1) n. 1   | agosto 1972       |                                       | Roy Thomas                               | Gil Kane                                 |
| 12   | 3 ottobre 1973    | Serie Warlock n. 2     | Conto alla rovescia per la Contro-Terra (Count-Down For Counter Earth)                                             | The Power of Warlock (vol. 1) n. 2   | ottobre 1972      | Roy Thomas Mike Friedrich             | John Buscema                             |                                          |
| 12   | 3 ottobre 1973    | Serie Warlock n. 2     | Quando la leva è abbassata! (When the Switch Is Pulled)                                                            | Journey into Mystery (vol. 1) n. 89  | febbraio 1963     | science-fiction                       | Stan Lee                                 | Steve Ditko                              |
| 13   | 17 ottobre 1973   | Serie Dracula n. 2     | Tre rintocchi a mezzanotte! (Who Stalks The Vampire?)                                                              | Tomb of Dracula (Vol. 1) n. 3        | luglio 1972       |                                       | Archie Goodwin                           | Gene Colan                               |
| 13   | 17 ottobre 1973   | Serie Dracula n. 2     | Oscuramente attraverso lo specchio! (Through A Mirror Darkly!)                                                     | Tomb of Dracula (Vol. 1) n. 4        | settembre 1972    |                                       | Archie Goodwin                           | Gene Colan                               |
| 13   | 17 ottobre 1973   | Serie Dracula n. 2     | La trasformazione (The Changeling)                                                                                 | Journey into Mystery (vol. 1) n. 86  | novembre 1962     | science-fiction                       | Stan Lee                                 | Steve Ditko                              |
| 14   | 31 ottobre 1973   | Serie I Difensori n. 3 | Alla ricerca di Silver Surfer! (The Secret Of The Silver Surfer!)                                                  | The Defenders (vol. 1) n. 2          | ottobre 1972      |                                       | Steve Englehart                          | Sal Buscema                              |
| 14   | 31 ottobre 1973   | Serie I Difensori n. 3 | Quattro contro gli Dei (Four Against The Gods)                                                                     | The Defenders (vol. 1) n. 3          | dicembre 1972     |                                       | Steve Englehart                          | Sal Buscema                              |
| 14   | 31 ottobre 1973   | Serie I Difensori n. 3 | Da qualche parte si nasconde una...Cosa! (Somewhere Hides a... Thing!)                                             | Journey into Mystery (vol. 1) n. 84  | settembre 1962    | science-fiction                       | Stan Lee                                 | Steve Ditko                              |
| 15   | 14 novembre 1973  | Serie Licantropus n. 2 | L'isola dei dannati! (Island Of The Damned!)                                                                       | Marvel Spotlight (vo.l 1) n. 4       | giugno 1972       |                                       | Gerry Conway                             | Mike Ploog                               |
| 15   | 14 novembre 1973  | Serie Licantropus n. 2 | La statua di pietra (Eye Of The Beholder!)                                                                         | Werewolf by Night (Vol. 1) n. 1      | settembre 1972    |                                       | Gerry Conway                             | Mike Ploog                               |
| 15   | 14 novembre 1973  | Serie Licantropus n. 2 | L'ora delle streghe (The Witching Hour)                                                                            | Journey into Mystery (vol. 1) n. 84  | settembre 1962    | science-fiction                       | Stan Lee                                 | Don Heck                                 |
| 16   | 28 novembre 1973  | Serie Conan n. 2       | Un urlo nel crepuscolo (The Twilight of the Grim Grey God!)                                                        | Conan the Barbarian (vol. 1) n. 3    | febbraio 1971     |                                       | Roy Thomas                               | Barry Windsor-Smith                      |
| 16   | 28 novembre 1973  | Serie Conan n. 2       | La torre dell'elefante (The Tower of the Elephant!)                                                                | Conan the Barbarian (vol. 1) n. 4    | aprile 1971       |                                       | Roy Thomas                               | Barry Windsor-Smith                      |
| 16   | 28 novembre 1973  | Serie Conan n. 2       | La spada e gli stregoni! (The Sword And The Sorcerers)                                                             | Chamber of Darkness n. 4             | aprile 1970       | Starr the Slayer                      | Roy Thomas                               | Barry Windsor-Smith                      |
| 17   | 12 dicembre 1973  | Serie Conan n. 3       | La figlia di Zukala (Zukala's Daughter)                                                                            | Conan the Barbarian (vol. 1) n. 5    | maggio 1971       |                                       | Roy Thomas                               | Barry Wndsor-Smith                       |
| 17   | 12 dicembre 1973  | Serie Conan n. 3       | Ali diaboliche su Shadizar (Devil-Wings Over Shadizar)                                                             | Conan the Barbarian (vol. 1) n. 6    | giugno 1971       |                                       | Roy Thomas                               | Barry Wndsor-Smith                       |
| 17   | 12 dicembre 1973  | Serie Conan n. 3       | Delusione per un Dragone assassino (Delusion for a Dragon Slayer!)                                                 | Chamber of Chills n. 1               | novembre 1972     | comic-story                           | Gerry Conway                             | Syd Shores                               |
| 18   | 27 dicembre 1973  | Serie Red Wolf n. 2    | La battaglia del lupo! (Day of the Dynamite Doom)                                                                  | Red Wolf (vol. 1) n. 2               | luglio 1972       |                                       | Gardner Fox Roy Thomas                   | Syd Shores                               |
| 18   | 27 dicembre 1973  | Serie Red Wolf n. 2    | La notte dei lupi (War of the Wolf Brothers)                                                                       | Red Wolf (vol. 1) n. 3               | settembre 1972    |                                       | Gardner Fox Roy Thomas                   | Syd Shores                               |
| 18   | 27 dicembre 1973  | Serie Red Wolf n. 2    | Dakota Dixon, il malvagio (Dakota Dixon, the Badman!)                                                              | Kid Colt Outlaw n. 105               | luglio 1962       | Kid Colt                              | Stan Lee                                 | Jack Keller                              |
| 19   | 9 gennaio 1974    | Serie Ka-Zar n. 4      | La regina degli uomini lucertola (The Legend Of The Lizard Men)                                                    | Astonishing Tales n. 9               | dicembre 1971     |                                       | Stan Lee                                 | John Buscema                             |
| 19   | 9 gennaio 1974    | Serie Ka-Zar n. 4      | Il giorno delle tigri! (A Day Of Tigers)                                                                           | Astonishing Tales n. 11              | aprile 1972       | Roy Thomas                            | Gil Kane                                 |                                          |
| 19   | 9 gennaio 1974    | Serie Ka-Zar n. 4      | Furia a strisce! (Striped Fury!)                                                                                   | Jann of the Jungle n. 14             | dicembre 1956     | La Jungla sconosciuta                 | Don Rico                                 | Syd Shores                               |
| 19   | 9 gennaio 1974    | Serie Ka-Zar n. 4      | Il giorno della furia della Jungla! (The Day of Jungle Wrath!)                                                     | Jann of the Jungle n. 14             | dicembre 1956     | Jann della Jungla                     | Don Rico                                 | Jay Scott Pike                           |
| 20   | 23 gennaio 1974   | Serie Luke n. 2        | Mace Murder (Mark Of The Mace!)                                                                                    | Luke Cage, Hero for Hire n. 3        | ottobre 1972      |                                       | Archie Goodwin                           | George Tuska                             |
| 20   | 23 gennaio 1974   | Serie Luke n. 2        | Il fantasma della 42ª strada (Cry Fear... Cry Phantom!)                                                            | Luke Cage, Hero for Hire n. 4        | dicembre 1972     | Billy Graham                          | Archie Goodwin                           |                                          |
| 20   | 23 gennaio 1974   | Serie Luke n. 2        | Ero solito essere un umano! (I Used to Be Human)                                                                   | Journey into Mystery (vol. 1) n. 92  | maggio 1963       | science-fiction                       | Stan Lee                                 | Steve Ditko                              |
| 21   | 6 febbraio 1974   | Serie Licantropus n. 3 | Ancora Padre Joquez (The Hunter... And The Hunted!)                                                                | Werewolf by Night (Vol. 1) n. 2      | novembre 1972     |                                       | Gerry Conway                             | Mike Ploog                               |
| 21   | 6 febbraio 1974   | Serie Licantropus n. 3 | Il mistero del...monaco pazzo! (The Mystery Of The Mad Monk!)                                                      | Werewolf by Night (Vol. 1) n. 3      | gennaio 1973      |                                       | Gerry Conway                             | Mike Ploog                               |
| 21   | 6 febbraio 1974   | Serie Licantropus n. 3 | Ora di pranzo a Deimos! (Dinner Time on Deimos)                                                                    | Journey into Mystery (vol. 1) n. 94  | luglio 1963       | science-fiction                       | Stan Lee                                 | Larry Lieber                             |
| 22   | 20 febbraio 1974  | Serie Conan n. 4       | Il Dio nell'urna! (The Lurker Within!)                                                                             | Conan the Barbarian (vol. 1) n. 7    | luglio 1971       |                                       | Roy Thomas                               | Barry Wndsor-Smith                       |
| 22   | 20 febbraio 1974  | Serie Conan n. 4       | Il guardiano della cripta (The Keepers of the Crypt)                                                               | Conan the Barbarian (vol. 1) n. 8    | agosto 1971       |                                       | Roy Thomas                               | Barry Wndsor-Smith                       |
| 22   | 20 febbraio 1974  | Serie Conan n. 4       | Quando le bestie dello Spazio attaccano! (When the Space-Beasts Attack)                                            | Tales to Astonish (vol. 1) n. 29     | marzo 1962        | science-fiction                       | Stan Lee                                 | Jack Kirby                               |
| 23   | 6 marzo 1974      | Serie Warlock n. 3     | L'eclisse dell'Apollo! (The Apollo Eclipse!)                                                                       | The Power of Warlock (vol. 1) n. 3   | dicembre 1972     |                                       | Mike Friedrich                           | Gil Kane                                 |
| 23   | 6 marzo 1974      | Serie Warlock n. 3     | La scelta! (Come Sing A Searing Song Of Vengeance!)                                                                | The Power of Warlock (vol. 1) n. 4   | febbraio 1973     |                                       | Mike Friedrich                           | Gil Kane                                 |
| 23   | 6 marzo 1974      | Serie Warlock n. 3     | L'uomo spaventato (The Frightened Man)                                                                             | Tales to Astonish (vol. 1) n. 33     | luglio 1962       | science-fiction                       | Stan Lee                                 | Jack Kirby                               |
| 24   | 20 marzo 1974     | Serie Conan n. 5       | Il giardino della paura (The Garden of Fear)                                                                       | Conan the Barbarian (vol. 1) n. 9    | settembre 1971    |                                       | Roy Thomas                               | Barry Wndsor-Smith                       |
| 24   | 20 marzo 1974     | Serie Conan n. 5       | Attenti all'ira di Anu! (Beware the Wrath of Anu!)                                                                 | Conan the Barbarian (vol. 1) n. 10   | ottobre 1971      |                                       | Roy Thomas                               | Barry Wndsor-Smith                       |
| 24   | 20 marzo 1974     | Serie Conan n. 5       | La strana soluzione di Stroom (Stroom's Strange Solution!)                                                         | Journey into Mystery (vol. 1) n. 99  | dicembre 1963     | science-fiction                       | Stan Lee                                 | Larry Lieber                             |
| 25   | 3 aprile 1974     | Serie Dracula n. 3     | Caccia al vampiro (Death To A Vampire-Slayer!)                                                                     | Tomb of Dracula (Vol. 1) n. 5        | novembre 1972     |                                       | Gardner Fox                              | Gene Colan                               |
| 25   | 3 aprile 1974     | Serie Dracula n. 3     | Il mostro della palude! (The Moorlands Monster!)                                                                   | Tomb of Dracula (Vol. 1) n. 6        | gennaio 1973      |                                       | Gardner Fox                              | Gene Colan                               |
| 25   | 3 aprile 1974     | Serie Dracula n. 3     | Sfidai Gomdulla... il faraone vivente! (I Defied Gomdulla... The Living Pharoah!)                                  | Journey into Mystery (vol. 1) n. 61  | ottobre 1960      | science-fiction                       | Stan Lee                                 | Jack Kirby                               |
| 26   | 17 aprile 1974    | Serie Conan n. 6       | Furfanti a palazzo/Il tallone di Tak (Rogues in the House/The Talons of Thak)                                      | Conan the Barbarian (vol. 1) n. 11   | novembre 1971     |                                       | Roy Thomas                               | Barry Windsor-Smith                      |
| 26   | 17 aprile 1974    | Serie Conan n. 6       | Shanna! - I parte (And a Jungle Queen Is Born)                                                                     | Shanna the She-Devil (Vol. 1)        | dicembre 1972     | Shanna                                | Carole Seuling Steve Gerber              | George Tuska                             |
| 27   | 1 maggio 1974     | Serie Conan n. 7       | Gli abitatori del buio! (The Dweller in the Dark)                                                                  | Conan the Barbarian (vol. 1) n. 12   | dicembre 1971     |                                       | Roy Thomas                               | Barry Windsor-Smith                      |
| 27   | 1 maggio 1974     | Serie Conan n. 7       | La tela del Dio-Ragno (Web of the Spider-God)                                                                      | Conan the Barbarian (vol. 1) n. 13   | gennaio 1972      | John Jakes Roy Thomas                 |                                          | Barry Windsor-Smith                      |
| 27   | 1 maggio 1974     | Serie Conan n. 7       | Shanna! - II parte (And a Jungle Queen Is Born)                                                                    | Shanna the She-Devil (Vol. 1)        | dicembre 1972     | Shanna                                | Carole Seuling Steve Gerber              | George Tuska                             |
| 28   | 15 maggio 1974    | Serie I Difensori n. 4 | La Valchiria cavalca ancora (The New Defender!)                                                                    | The Defenders (vol. 1) n. 4          | febbraio 1973     |                                       | Steve Englehart                          | Sal Buscema                              |
| 28   | 15 maggio 1974    | Serie I Difensori n. 4 | Mondo senza fine? (World Without End?)                                                                             | The Defenders (vol. 1) n. 5          | aprile 1973       |                                       | Steve Englehart                          | Sal Buscema                              |
| 28   | 15 maggio 1974    | Serie I Difensori n. 4 | La Cosa che viene dalla palude nascosta (The Thing from the Hidden Swamp)                                          | Tales to Astonish (vol. 1) n. 30     | aprile 1962       | science-fiction                       | Stan Lee                                 | Jack Kirby                               |
| 29   | 29 maggio 1974    | Serie Luke n. 3        | Attenti a...Black Mariah! (Don't Mess With Black Mariah!)                                                          | Luke Cage, Hero for Hire n. 5        | gennaio 1973      |                                       | Gerry Conway                             | George Tuska                             |
| 29   | 29 maggio 1974    | Serie Luke n. 3        | Il segreto dei Forsythe (Knights And White Satin!)                                                                 | Luke Cage, Hero for Hire n. 6        | febbraio 1973     | Steve Englehart Gerry Conway          |                                          | George Tuska                             |
| 29   | 29 maggio 1974    | Serie Luke n. 3        | Osai entrare nella foresta incantata! (I Dared Enter the Haunted Forest!)                                          | Journey into Mystery (vol. 1) n. 61  | ottobre 1960      | science-fiction                       | Stan Lee                                 | Don Heck                                 |
| 30   | 12 giugno 1974    | Serie Conan n. 8       | Una spada chiamata Stormbringer! (A Sword Called Stormbringer!)                                                    | Conan the Barbarian (vol. 1) n. 14   | marzo 1972        |                                       | Roy Thomas Michael Moorcock Jim Cawthorn | Barry Windsor-Smith                      |
| 30   | 12 giugno 1974    | Serie Conan n. 8       | L'imperatrice verde di Melniboné (The Green Empress of Melniboné)                                                  | Conan the Barbarian (vol. 1) n. 15   | maggio 1972       |                                       | Roy Thomas Michael Moorcock Jim Cawthorn | Barry Windsor-Smith                      |
| 30   | 12 giugno 1974    | Serie Conan n. 8       | Il Pianeta rosso (The Purple Planet)                                                                               | Journey into Mystery (vol. 1) n. 98  | novembre 1963     | science-fiction                       | Stan Lee                                 | Larry Lieber                             |
| 31   | 26 giugno 1974    | Serie Red Wolf n. 3    | La furia dell'Uomo-Orso! (The Wrath of the Man-Bear)                                                               | Red Wolf (vol. 1) n. 4               | novembre 1972     |                                       | Gardner Fox Roy Thomas                   | Syd Shores                               |
| 31   | 26 giugno 1974    | Serie Red Wolf n. 3    | L'uomo che sparò a Red Wolf! (The Man Who Gunned Down Red Wolf)                                                    | Red Wolf (vol. 1) n. 5               | gennaio 1973      |                                       | Gardner Fox Roy Thomas                   | Syd Shores                               |
| 31   | 26 giugno 1974    | Serie Red Wolf n. 3    | Senza titolo (untitled)                                                                                            | Kid Colt Outlaw n. 45                | febbraio 1955     | Kid Colt                              | Joe Gill                                 | Jack Keller                              |
| 32   | 10 luglio 1974    | Serie Licantropus n. 4 | Lei è come me (The Danger Game!)                                                                                   | Werewolf by Night (Vol. 1) n. 4      | marzo 1973        |                                       | Gerry Conway                             | Mike Ploog                               |
| 32   | 10 luglio 1974    | Serie Licantropus n. 4 | Una vita per la morte! (A Life For A Death!)                                                                       | Werewolf by Night (Vol. 1) n. 5      | maggio 1973       | Len Wein                              |                                          | Mike Ploog                               |
| 32   | 10 luglio 1974    | Serie Licantropus n. 4 | L'irreale! (The Unreal!)                                                                                           | Journey into Mystery (vol. 1) n. 100 | gennaio 1964      | science-fiction                       | Stan Lee                                 | Larry Lieber                             |
| 33   | 24 luglio 1974    | Serie Conan n. 9       | La notte dei giganti! (The Frost Giant's Daughter)                                                                 | Conan the Barbarian (vol. 1) n. 16   | luglio 1972       |                                       | Roy Thomas                               | Barry Windsor-Smith                      |
| 33   | 24 luglio 1974    | Serie Conan n. 9       | Gli dei di Bal-Sagoth (The Gods of Bal-Sagoth)                                                                     | Conan the Barbarian (vol. 1) n. 17   | agosto 1972       | Gil Kane                              | Roy Thomas                               |                                          |
| 33   | 24 luglio 1974    | Serie Conan n. 9       | La connessione sahariana! - I parte (The Sahara Connection)                                                        | Shanna the She-Devil (Vol. 1) n. 2   | febbraio 1973     | Shanna                                | Carole Seuling                           | Ross Andru                               |
| 34   | 24 luglio 1974    | Serie Conan n. 10      | La Cosa nel tempio (The Thing in the Temple!)                                                                      | Conan the Barbarian (vol. 1) n. 18   | settembre 1972    |                                       | Roy Thomas                               | Gil Kane                                 |
| 34   | 24 luglio 1974    | Serie Conan n. 10      | I Falchi dal mare! (Hawks from the Sea)                                                                            | Conan the Barbarian (vol. 1) n. 19   | ottobre 1972      | Barry Windsor-Smith                   | Roy Thomas                               |                                          |
| 34   | 24 luglio 1974    | Serie Conan n. 10      | La connessione sahariana! - II parte (The Sahara Connection)                                                       | Shanna the She-Devil (Vol. 1) n. 2   | febbraio 1973     | Shanna                                | Carole Seuling                           | Ross Andru                               |
| 35   | 25 agosto 1974    | Serie I Difensori n. 5 | Sogno di morte! (The Dreams Of Death!)                                                                             | The Defenders (vol. 1) n. 6          | giugno 1973       |                                       | Steve Englehart                          | Sal Buscema                              |
| 35   | 25 agosto 1974    | Serie I Difensori n. 5 | Guerra sotto le onde! (War Below The Waves!)                                                                       | The Defenders (vol. 1) n. 7          | agosto 1973       | Steve Englehart Len Wein              |                                          | Sal Buscema                              |
| 35   | 25 agosto 1974    | Serie I Difensori n. 5 | Prologo: L'alleanza più folle! (Prologue: Alliance most foul!)                                                     | The Avengers (vol 1) n. 115          | settembre 1973    | Steve Englehart                       | Bob Brown                                |                                          |
| 35   | 25 agosto 1974    | Serie I Difensori n. 5 | Sono entrato nella dimensione del destino! (I Entered the Dimension of Doom!)                                      | Tales of Suspense n. 23              | novembre 1961     | comic-story                           | Stan Lee                                 | Jack Kirby                               |
| 36   | 4 settembre 1974  | Serie I Difensori n. 6 | ...Se Atlantide dovesse cadere! (...If Atlantis Should Fall!)                                                      | The Defenders (vol. 1) n. 8          | settembre 1973    |                                       | Steve Englehart                          | Sal Buscema                              |
| 36   | 4 settembre 1974  | Serie I Difensori n. 6 | Capitolo Uno: L'inganno! (Deception!!)                                                                             | The Defenders (vol. 1) n. 8          | settembre 1973    |                                       | Steve Englehart                          | Sal Buscema                              |
| 36   | 4 settembre 1974  | Serie I Difensori n. 6 | Tradimento! (Betrayal!)                                                                                            | The Avengers (vol 1) n. 116          | ottobre 1973      | Bob Brown                             | Steve Englehart                          |                                          |
| 36   | 4 settembre 1974  | Serie I Difensori n. 6 | Silver Surfer contro La Visione e Scarlet (The Silver Surfer vs. the Vision and the Scarlet Witch                  | The Avengers (vol 1) n. 116          | ottobre 1973      | Bob Brown                             | Steve Englehart                          |                                          |
| 36   | 4 settembre 1974  | Serie I Difensori n. 6 | L'Occhio del Male (Divide...And Conquer)                                                                           | The Defenders (vol. 1) n. 9          | ottobre 1973      | Sal Buscema                           | Steve Englehart                          |                                          |
| 36   | 4 settembre 1974  | Serie I Difensori n. 6 | L'invicibile Iron Man contro Occhio di Falco l'arciere (The invincible Iron Man vs. Hawkeye the archer)            | The Defenders (vol. 1) n. 9          | ottobre 1973      | Sal Buscema                           | Steve Englehart                          |                                          |
| 37   | 18 settembre 1974 | Serie I Difensori n. 7 | Dr. Strange contro la Pantera Nera e Mantis! (Dr. Strange Master of Mystic Arts vs. The Black Panther and Mantis!) | The Defenders (vol. 1) n. 9          | ottobre 1973      |                                       | Steve Englehart                          | Sal Buscema                              |
| 37   | 18 settembre 1974 | Serie I Difensori n. 7 | Olocausto (Holocaust)                                                                                              | The Avengers (vol 1) n. 117          | novembre 1973     | Bob Brown                             | Steve Englehart                          |                                          |
| 37   | 18 settembre 1974 | Serie I Difensori n. 7 | Lo Spadaccino contro la Valchiria (Swordsman vs. the Valkyrie)                                                     | The Avengers (vol 1) n. 117          | novembre 1973     | Bob Brown                             | Steve Englehart                          |                                          |
| 37   | 18 settembre 1974 | Serie I Difensori n. 7 | Capitan America contro Sub-Mariner (Captain America vs. Sub-Mariner)                                               | The Avengers (vol 1) n. 117          | novembre 1973     | Bob Brown                             | Steve Englehart                          |                                          |
| 37   | 18 settembre 1974 | Serie I Difensori n. 7 | Scontro! Hulk contro Thor (Breakthrough! The incredible Hulk vs. the mighty Thor)                                  | The Defenders (vol. 1) n. 10         | novembre 1973     | Sal Buscema                           | Steve Englehart                          |                                          |
| 37   | 18 settembre 1974 | Serie I Difensori n. 7 | Siamo uniti! (United we stand!)                                                                                    | The Defenders (vol. 1) n. 10         | novembre 1973     | Sal Buscema                           | Steve Englehart                          |                                          |
| 38   | 2 ottobre 1974    | Serie I Difensori n. 8 | Sino alla morte! (To the death!)                                                                                   | The Avengers (vol 1) n. 118          | dicembre 1973     |                                       | Steve Englehart                          | Bob Brown                                |
| 38   | 2 ottobre 1974    | Serie I Difensori n. 8 | Epilogo: Un Cavaliere terribile (Aftermath: A dark and stormy knight)                                              | The Defenders (vol. 1) n. 11         | dicembre 1973     | Sal Buscema                           | Steve Englehart                          |                                          |
| 38   | 2 ottobre 1974    | Serie I Difensori n. 8 | Joe... (Joe...) | Adventures into Terror n. 7          | dicembre 1951     | comic-story                           | Non accreditato                          | Hy Rosen                                 |
| 39   | 16 ottobre 1974   | Serie Ka-Zar n. 5      | Terrore nella palude (Terror Stalks The Everglades!)                                                               | Astonishing Tales n. 12              | giugno 1972       |                                       | Roy Thomas                               | John Buscema Neal Adams                  |
| 39   | 16 ottobre 1974   | Serie Ka-Zar n. 5      | L'Uomo Cosa! (Man-Thing!                                                                                           | Astonishing Tales n. 13              | agosto 1972       | John Buscema Rich Buckler             | Roy Thomas                               |                                          |
| 39   | 16 ottobre 1974   | Serie Ka-Zar n. 5      | Rivolta nella giungla (Jungle Uprising)                                                                            | Lorna the Jungle Queen n. 1          | luglio 1952       | Lorna                                 | Don Rico                                 | Werner Roth                              |
| 40   | 30 ottobre 1974   | Serie Dracula n. 4     | Le legione dei vampiri! (Night Of The Death Stalkers!)                                                             | Tomb of Dracula (Vol. 1) n. 7        | marzo 1973        |                                       | Marv Wolfman                             | Gene Colan                               |
| 40   | 30 ottobre 1974   | Serie Dracula n. 4     | Gli esseri dell'Inferno (The Hell-Crawlers)                                                                        | Tomb of Dracula (Vol. 1) n. 8        | maggio 1973       |                                       | Marv Wolfman                             | Gene Colan                               |
| 40   | 30 ottobre 1974   | Serie Dracula n. 4     | Ho visto un marziano! (I Saw a Martian)                                                                            | Journey into Mystery (vol. 1) n. 93  | giugno 1963       | science-fiction                       | Stan Lee                                 | Steve Ditko                              |
| 41   | 13 novembre 1974  | Serie Conan n. 11      | Il cane della vendetta (The Black Hound of Vengeance!)                                                             | Conan the Barbarian (vol. 1) n. 20   | novembre 1972     |                                       | Roy Thomas                               | Barry Windsor-Smith Philip Craig Russell |
| 41   | 13 novembre 1974  | Serie Conan n. 11      | Il mostro dei Monoliti (The Monster of the Monoliths!)                                                             | Conan the Barbarian (vol. 1) n. 21   | dicembre 1972     |                                       | Roy Thomas                               | Barry Windsor-Smith Philip Craig Russell |
| 41   | 13 novembre 1974  | Serie Conan n. 11      | C'è qualcosa di strano nel signor Jones! (There Is Something Strange About Mr. Jones)                              | Tales of Suspense n. 17              | maggio 1961       | science-fiction                       | Stan Lee                                 | Don Heck                                 |
| 42   | 27 novembre 1974  | Serie Luke n. 4        | La bomba di Natale (Jingle Bombs)                                                                                  | Luke Cage, Hero for Hire n. 7        | marzo 1973        |                                       | Steve Englehart                          | George Tuska                             |
| 42   | 27 novembre 1974  | Serie Luke n. 4        | Crescendo! (Crescendo!)                                                                                            | Luke Cage, Hero for Hire n. 8        | aprile 1973       |                                       | Steve Englehart                          | George Tuska                             |
| 42   | 27 novembre 1974  | Serie Luke n. 4        | Strana scatola di Mr. Whimple! (The Strange Case of Mr. Whimple!)                                                  | Journey into Mystery (vol. 1) n. 8   | maggio 1953       | horror-story                          | Non accreditato                          | Fred Kida                                |
| 43   | 11 dicembre 1974  | Serie Conan n. 12      | L'ombra dello sciacallo! (The Shadow of the Vulture!)                                                              | Conan the Barbarian (vol. 1) n. 23   | febbraio 1973     |                                       | Roy Thomas                               | Barry Windsor-Smith Sal Buscema          |
| 43   | 11 dicembre 1974  | Serie Conan n. 12      | La canzone di Red Sonja (The Song of Red Sonja)                                                                    | Conan the Barbarian (vol. 1) n. 24   | marzo 1973        | Barry Windsor-Smith                   | Roy Thomas                               |                                          |
| 43   | 11 dicembre 1974  | Serie Conan n. 12      | L'Uomo Scimmia (The Ape Man)                                                                                       | Strange Tales (vol. 1) n. 85         | giugno 1961       | horror                                | Stan Lee                                 | Steve Ditko                              |
| 44   | 25 dicembre 1974  | Serie Red Wolf n. 4    | La notte del Demone! (Night of the Demon Rider)                                                                    | Red Wolf (vol. 1) n. 6               | marzo 1973        |                                       | Gardner Fox Roy Thomas                   | Syd Shores                               |
| 44   | 25 dicembre 1974  | Serie Red Wolf n. 4    | Eco da una tomba d'oro! (Echo From a Golden Grave)                                                                 | Red Wolf (vol. 1) n. 7               | maggio 1973       |                                       | Gardner Fox Roy Thomas                   | Syd Shores                               |
| 44   | 25 dicembre 1974  | Serie Red Wolf n. 4    | Vendetta del deserto! (Desert Vengeance!)                                                                          | Kid Colt Outlaw n. 60                | maggio 1956       | Kid Colt                              | Joe Gill                                 | Jack Keller                              |
| 44   | 25 dicembre 1974  | Serie Red Wolf n. 4    | Sfida! (The Challenge!)                                                                                            | Kid Colt Outlaw n. 60                | maggio 1956       | Kid Colt                              | Joe Gill                                 | Jack Keller                              |
| 45   | 8 gennaio 1975    | Serie Warlock n. 4     | Il giorno della strage! (The Day Of The Death Birds!)                                                              | The Power of Warlock (vol. 1) n. 5   | aprile 1973       |                                       | Ron Goulart                              | Gil Kane                                 |
| 45   | 8 gennaio 1975    | Serie Warlock n. 4     | Il Bruto! (The Brute!)                                                                                             | The Power of Warlock (vol. 1) n. 6   | giugno 1973       | Roy Thomas Mike Friedrich Ron Goulart | Bob Brown                                |                                          |
| 45   | 8 gennaio 1975    | Serie Warlock n. 4     | La Cosa che viene dallo spazio! (The Thing From Outer Space)                                                       | Tales to Astonish (vol. 1) n. 35     | settembre 1962    | science-fiction                       | Stan Lee                                 | Don Heck                                 |
| 46   | 22 gennaio 1975   | Serie Warlock n. 5     | Trionfo o morte (Doom: At Earth's The Core)                                                                        | The Power of Warlock (vol. 1) n. 7   | agosto 1973       |                                       | Mike Friedrich                           | Bob Brown                                |
| 46   | 22 gennaio 1975   | Serie Warlock n. 5     | Confronto diretto! (Confrontation!)                                                                                | The Power of Warlock (vol. 1) n. 8   | ottobre 1973      |                                       | Mike Friedrich                           | Bob Brown                                |
| 46   | 22 gennaio 1975   | Serie Warlock n. 5     | L'uomo che cambiava! (The Man Who Changed)                                                                         | Uncanny Tales n. 11                  | agosto 1953       | Non definito                          | Non accreditato                          | Bill Benulis                             |
| 47   | 5 febbraio 1975   | Serie Conan n. 13      | Gli specchi di Kharam Akkad (The Mirrors of Kharam Akkad)                                                          | Conan the Barbarian (vol. 1) n. 25   | aprile 1973       |                                       | Roy Thomas Barry Windsor-Smith           | John Buscema                             |
| 47   | 5 febbraio 1975   | Serie Conan n. 13      | L'ora della verità! (The Hour of the Griffin!)                                                                     | Conan the Barbarian (vol. 1) n. 26   | maggio 1973       |                                       |                                          | John Buscema                             |
| 47   | 5 febbraio 1975   | Serie Conan n. 13      | La donna che non poteva morire (She Wouldn't Stay Dead!)                                                           | Mystic n. 6                          | gennaio 1952      | comic-story                           | Non accreditato                          | Bill Lacava                              |
| 48   | 19 febbraio 1974  | Serie Licantropus n. 4 | Il carnevale della paura! (Carnival Of Fear!)                                                                      | Werewolf by Night (Vol. 1) n. 6      | giugno 1973       |                                       | Len Wein                                 | Mike Ploog                               |
| 48   | 19 febbraio 1974  | Serie Licantropus n. 4 | Rito di sangue! (Ritual Of Blood!)                                                                                 | Werewolf by Night (Vol. 1) n. 7      | luglio 1973       |                                       | Len Wein                                 | Mike Ploog                               |
| 48   | 19 febbraio 1974  | Serie Licantropus n. 4 | Prigioniero del Re dei Voodoo! (I Am the Prisoner of the Voodoo King!)                                             | Journey into Mystery (vol. 1) n. 82  | luglio 1962       | horror                                | Stan Lee                                 | Gene Colan                               |
| 49   | 5 marzo 1975      | Serie Dracula n. 5     | La croce di fuoco! (Death From The Sea!)                                                                           | Tomb of Dracula (Vol. 1) n. 9        | giugno 1973       |                                       | Marv Wolfman                             | Gene Colan                               |
| 49   | 5 marzo 1975      | Serie Dracula n. 5     | Il suo nome è...Blade! (His Name Is...Blade!)                                                                      | Tomb of Dracula (Vol. 1) n. 10       | luglio 1973       |                                       | Marv Wolfman                             | Gene Colan                               |
| 49   | 5 marzo 1975      | Serie Dracula n. 5     | L'uomo nel sarcofago! (Man in the Mummy Case!)                                                                     | Amazing Fantasy (vol. 1) n. 15       | agosto 1962       | science-fiction                       | Stan Lee                                 | Steve Ditko                              |

### Gli albi dei supereroi(Marvel Italia)
| Num. | Data italiana | Titolo italiano (Titolo statunitense)                                                           | Albo statunitense                | Data statunitense | Protagonista               | Autore         | Disegno         |
| ---- | ------------- | ----------------------------------------------------------------------------------------------- | -------------------------------- | ----------------- | -------------------------- | -------------- | --------------- |
| 1    | ottobre 1998  | La ricompensa degli eroi (Heroes' Reward)                                                       | Thunderbolts (vol. 1) n. 10      | gennaio 1998      | Thunderbolts               | Kurt Busiek    | Mark Bagley     |
| 1    | ottobre 1998  | Campo di battaglia: lo spazio (The High Ground)                                                 | Thunderbolts (vol. 1) n. 11      | febbraio 1998     | Thunderbolts               | Kurt Busiek    | Mark Bagley     |
| 2    | novembre 1998 | Gioco finale (Endgame)                                                                          | Thunderbolts (vol. 1) n. 12      | marzo 1998        | Thunderbolts               | Kurt Busiek    | Mark Bagley     |
| 3    | dicembre 1998 | La Terra Selvaggia (The Savage Land)                                                            | Ka-Zar (vol. 4) n. 7             | novembre 1997     | Ka-Zar                     | Mark Waid      | Andy Kubert     |
| 3    | dicembre 1998 | Le mille luci della giungla (Urban Jungle, Part 1 : Bright Lights, Big Jungle)                  | Ka-Zar (vol. 4) n. 8             | dicembre 1997     | Ka-Zar                     | Mark Waid      | Andy Kubert     |
| 4    | gennaio 1999  | Alla corte di Kosmos (In The Courts Of Kosmos!)                                                 | Thunderbolts (vol. 1) n. 13      | aprile 1998       | Thunderbolts               | Kurt Busiek    | Mark Bagley     |
| 4    | gennaio 1999  | Vittime di guerra (Casualties Of War!)                                                          | Thunderbolts (vol. 1) n. 14      | maggio 1998       | Thunderbolts               | Kurt Busiek    | Mark Bagley     |
| 5    | febbraio 1999 | E' una giungla là fuori (Urban Jungle, Part 2 : It' A Jungle Out There)                         | Ka-Zar (vol. 4) n. 9             | gennaio 1998      | Ka-Zar                     | Mark Waid      | Andy Kubert     |
| 5    | febbraio 1999 | Natura impazzita (Urban Jungle, Part 3 : Outgrowth)                                             | Ka-Zar (vol. 4) n. 10            | febbraio 1998     | Ka-Zar                     | Mark Waid      | Andy Kubert     |
| 5    | febbraio 1999 | Il giardino del male! (Urban Jungle, Part 4 : Garden Of Evil!                                   | Ka-Zar (vol. 4) n. 11            | marzo 1998        | Ka-Zar                     | Mark Waid      | Andy Kubert     |
| 6    | marzo 1999    | Madre Terra (Earth Mother)                                                                      | Ka-Zar (vol. 4) n. 12            | aprile 1998       | Ka-Zar                     | Mark Waid      | Louis Small Jr. |
| 6    | marzo 1999    | La politica dell'evoluzione (The Politics Of Evolution)                                         | Ka-Zar (vol. 4) n. 13            | maggio 1998       | Ka-Zar                     | Mark Waid      | Aaron Lopresti  |
| 6    | marzo 1999    | Rivoluzione (Revolution)                                                                        | Ka-Zar (vol. 4) n. 14            | giugno 1998       | Ka-Zar                     | Mark Waid      | Andy Kubert     |
| 7    | aprile 1999   | I Supernaturals - I capitolo: Fratello Voodoo (The Supernaturals - chapter one: Brother Voodoo) | Supernaturals n. 1               | dicembre 1998     | I Supernaturals            | Brian Pulido   | Marc Andreyko   |
| 7    | aprile 1999   | I Supernaturals - II capitolo: Mummia (The Supernaturals - Chapter two: Mummy)                  | Supernaturals n. 2               | gennaio 1999      | I Supernaturals            | Brian Pulido   | Marc Andreyko   |
| 7    | aprile 1999   | Ghost (Ghost Rider)                                                                             | Marvel Spotlight (vol. 1) n. 5   | agosto 1972       | Ghost Rider (Johnny Blaze) | Gary Friedrich | Mike Ploog      |
| 8    | maggio 1999   | I Supernaturals - III capitolo: Zombie! (The Supernaturals - chapter three: Zombie!)            | Supernaturals n. 3               | febbraio 1999     | I Supernaturals            | Brian Pulido   | Marc Andreyko   |
| 8    | maggio 1999   | I Supernaturals - IV capitolo: La conclusione! (The Supernaturals - chapter four: Conclusion!)  | Supernaturals n. 4               | marzo 1999        | I Supernaturals            | Brian Pulido   | Marc Andreyko   |
| 8    | maggio 1999   | Il mostro di Frankenstein! (Mary Shelley's Frankenstein!)                                       | The Monster of Frankenstein n. 1 | gennaio 1973      | Frankenstein               | Gary Friedrich | Mike Ploog      |